# Sympistis cocytus
Sympistis cocytus là một loài bướm đêm thuộc họ Noctuidae. Nó được tìm thấy ở South miền trung British Columbia về phía nam tới miền đông Oregon from the treeline to the ponderosa pine zone at altitudes of 2,000 to 6,300 foot.
Sải cánh dài 32–39 mm. Con trưởng thành bay từ giữa tháng 8 đến cuối tháng 9